# Diplectrona candidana
Diplectrona candidana är en nattsländeart som beskrevs av Wolfram Mey 1998. Diplectrona candidana ingår i släktet Diplectrona och familjen ryssjenattsländor. Inga underarter finns listade i Catalogue of Life.